# Saison 2013 de l'équipe cycliste Doltcini-Flanders
La saison 2013 de l'équipe cycliste Doltcini-Flanders est la troisième de cette équipe.

## Coureurs et encadrement technique

### Effectif
L'effectif de Doltcini-Flanders en 2013 est composé de 18 coureurs. Une équipe continentale est limitée à 16 coureurs, mais a toutefois la possibilité d'engager « un nombre supplémentaire de 4 coureurs maximums spécialisés d'autres disciplines cyclistes d'endurance (cyclo-cross ; mountain bike : cross country ; piste : course aux points, poursuite, scratch, madison). » Deux coureurs de Doltcini-Flanders enregistrés comme coureurs spécialisés dans une de ces disciplines : Steve Schets et Gert-Jan Van Immerseel.
| Cycliste               | Date de naissance | Nationalité      | Équipe 2012                      |
| ---------------------- | ----------------- | ---------------- | -------------------------------- |
| Kenzie Boutté          | 24 septembre 1992 | Belgique         | Soenens-Construkt Glas           |
| Henryk Cardoen         | 28 août 1987      | Belgique         | Geofco-Ville d'Alger             |
| Erwin De Kerf          | 21 juin 1979      | Belgique         | Thielmans                        |
| Daniel Dominguez       | 16 juin 1985      | Espagne          | NSP-Ghost                        |
| Darijus Džervus        | 20 juillet 1990   | Lituanie         | Bianchi-Lotto-Nieuwe Hoop Tielen |
| Gorik Gardeyn          | 17 mars 1980      | Belgique         | Champion System                  |
| Martial Gène           | 30 juin 1984      | France           | Excelsior                        |
| Chris Jory             | 12 mars 1987      | Australie        | VL Technics-Abutriek             |
| Maniusis Martynas      | 16 août 1989      | Lituanie         | Fuji Test                        |
| Nick Mertens           | 6 janvier 1987    | Belgique         | ILLI-Bikes                       |
| Michael Nicolson       | 10 août 1985      | Royaume-Uni      | Geofco-Ville d'Alger             |
| Steve Schets           | 20 avril 1984     | Belgique         | Bofrost-Steria                   |
| Andris Smirnovs        | 6 février 1990    | Lettonie         | Rietumu-Delfin                   |
| Mikaël Stilite         | 20 mars 1992      | Belgique         | Geofco-Ville d'Alger             |
| Kevin Suarez           | 17 octobre 1989   | Belgique         | Colba-Superano Ham               |
| Jake Tanner            | 6 novembre 1991   | Royaume-Uni      | Geofco-Ville d'Alger             |
| Elias Van Breussegem   | 17 avril 1992     | Belgique         | BCV Works Ingelmunster           |
| Rick van Caldenborgh   | 5 août 1993       | Pays-Bas         | Colba-Superano Ham               |
| Mathias Van Holderbeke | 18 décembre 1992  | Belgique         | Colba-Superano Ham               |
| Gert-Jan Van Immerseel | 10 octobre 1990   | Belgique         | Stölting                         |
| Thomas Vernaeckt       | 7 novembre 1988   | Belgique         | Geofco-Ville d'Alger             |
| Kevin Verwaest         | 6 janvier 1989    | Belgique         | Bofrost-Steria                   |
| Stagiaire              | Date de naissance | Nationalité      | Équipe 2013                      |
| Fraser Gough           | 9 février 1993    | Nouvelle-Zélande | Royal Antwerp Bicycle Club       |
| Bram Nolten            | 10 octobre 1990   | Pays-Bas         | Croford                          |

## Bilan de la saison

### Victoires
Aucune victoire UCI.

### Classement UCI

#### UCI Europe Tour
L'équipe Doltcini-Flanders termine à la quatre-vingt onzième place de l'Europe Tour avec 69 points. Ce total est obtenu par l'addition des points des huit meilleurs coureurs de l'équipe au classement individuel, cependant seuls six coureurs sont classés,.
| Rang  | Coureur                | Points |
| ----- | ---------------------- | ------ |
| 377   | Gorik Gardeyn          | 38     |
| 594   | Kevin Suarez           | 18     |
| 921   | Darijus Džervus        | 7      |
| 1 152 | Mathias Van Holderbeke | 2      |
| 1 152 | Kenzie Boutté          | 2      |
| 1 152 | Daniel Dominguez       | 2      |